# Söderbärke socken
Söderbärke socken ligger i Dalarna, med en mindre del i Västmanland, och är sedan 1974 en del av Smedjebackens kommun, från 2016 inom Söderbärke distrikt.
Socknens areal är 428,03 kvadratkilometer, varav 383,12 land. År 2020 fanns här 2 661 invånare. Tätorten Vad samt tätorten och kyrkbyn Söderbärke med sockenkyrkan Söderbärke kyrka  ligger i socknen.  

## Administrativ historik
Söderbärke socken har medeltida ursprung. 1708 utbröts Malingsbo socken. 1940 överfördes Årnebodelen av Kottarstäkten från Norbergs socken i Västmanlands län till Söderbärke socken, 1941 överfört Ulvsbo från Söderbärke socken till Västanfors socken i Västmanlands län.
Vid kommunreformen 1862 övergick socknens ansvar för de kyrkliga frågorna till Söderbärke församling och för de borgerliga frågorna till Söderbärke landskommun. Landskommunen utökades 1952 och uppgick 1974 i Smedjebackens kommun. Församlingen inkorporerade 1970 Malingsbo församling.
1 januari 2016 inrättades distriktet Söderbärke, med samma omfattning som Söderbärke församling hade 1999/2000 och fick 1970, och vari detta sockenområde ingår.
Socknen har tillhört fögderier, tingslag och domsagor enligt vad som beskrivs i artikeln Dalarna. De indelta soldaterna tillhörde Västmanlands regemente och Bergslags kompani.

## Geografi
Söderbärke socken ligger kring sjöarna Södra och Norra Barken och Kolbäcksån. Socknen har odlingsbygd kring sjöarna och ån och är i övrig en sjörik bergs- och skogsbygdär en sjörik kuperad skogsbygd med höjder som i väster når 369 meter över havet.

## Fornlämningar
Enstaka lösfynd från stenåldern är funna.

## Namnet
Namnet (1352 Sudhirberkiä) kommer från sjöanamnet Barken som troligen innehåller barke, 'strupe' syftande på förträngningen mellan Norra och Södra Barken.

## Befolkningsutveckling
| Befolkningsutvecklingen i Söderbärke socken 1750–2020 | Befolkningsutvecklingen i Söderbärke socken 1750–2020 | Befolkningsutvecklingen i Söderbärke socken 1750–2020 | Befolkningsutvecklingen i Söderbärke socken 1750–2020 | Befolkningsutvecklingen i Söderbärke socken 1750–2020 |
| --- | ----------------------------------------------------- | ----------------------------------------------------- | ----------------------------------------------------- | ----------------------------------------------------- |
| |                                                       |                                                       |                                                       |                                                       |
| År |                                                       |                                                       | Folkmängd                                             |                                                       |
| 1750 | 1750                                                  |                                                       | 3 301                                                 |                                                       |
| 1760 | 1760                                                  |                                                       | 3 514                                                 |                                                       |
| 1769 | 1769                                                  |                                                       | 3 650                                                 |                                                       |
| 1780 | 1780                                                  |                                                       | 3 414                                                 |                                                       |
| 1790 | 1790                                                  |                                                       | 3 762                                                 |                                                       |
| 1800 | 1800                                                  |                                                       | 4 020                                                 |                                                       |
| 1810 | 1810                                                  |                                                       | 3 079                                                 |                                                       |
| 1820 | 1820                                                  |                                                       | 3 175                                                 |                                                       |
| 1830 | 1830                                                  |                                                       | 3 371                                                 |                                                       |
| 1840 | 1840                                                  |                                                       | 3 454                                                 |                                                       |
| 1850 | 1850                                                  |                                                       | 3 893                                                 |                                                       |
| 1860 | 1860                                                  |                                                       | 4 093                                                 |                                                       |
| 1870 | 1870                                                  |                                                       | 4 421                                                 |                                                       |
| 1880 | 1880                                                  |                                                       | 4 823                                                 |                                                       |
| 1890 | 1890                                                  |                                                       | 4 768                                                 |                                                       |
| 1900 | 1900                                                  |                                                       | 4 674                                                 |                                                       |
| 1910 | 1910                                                  |                                                       | 4 333                                                 |                                                       |
| 1920 | 1920                                                  |                                                       | 4 209                                                 |                                                       |
| 1930 | 1930                                                  |                                                       | 3 943                                                 |                                                       |
| 1940 | 1940                                                  |                                                       | 3 774                                                 |                                                       |
| 1950 | 1950                                                  |                                                       | 3 385                                                 |                                                       |
| 1960 | 1960                                                  |                                                       | 2 999                                                 |                                                       |
| 1970 | 1970                                                  |                                                       | 2 561                                                 |                                                       |
| 1980 | 1980                                                  |                                                       | 2 722                                                 |                                                       |
| 1990 | 1990                                                  |                                                       | 2 770                                                 |                                                       |
| 2010 | 2010                                                  |                                                       | 2 523                                                 |                                                       |
| 2020 | 2020                                                  |                                                       | 2 661                                                 |                                                       |
| Anm: Källor: Umeå universitet - Tabellverket 1749-1859, Demografiska databasen, CEDAR, Umeå universitet, Befolkning per församling, Folkmängden per distrikt, landskap, landsdel eller riket efter kön. År 2015 - 2022. |                                                       |                                                       |                                                       |                                                       |